# Shannon (Geòrgia)
Shannon és una concentració de població designada pel cens dels Estats Units a l'estat de Geòrgia. Segons el cens del 2000 tenia 1.682 habitants.

## Demografia
Segons el cens del 2000, Shannon tenia 1.682 habitants, 678 habitatges, i 494 famílies. La densitat de població era de 129,4 habitants/km².
Dels 678 habitatges en un 29,8% hi vivien nens de menys de 18 anys, en un 57,7% hi vivien parelles casades, en un 11,2% dones solteres, i en un 27% no eren unitats familiars. En el 22,6% dels habitatges hi vivien persones soles el 12,4% de les quals corresponia a persones de 65 anys o més que vivien soles. El nombre mitjà de persones vivint en cada habitatge era de 2,48 i el nombre mitjà de persones que vivien en cada família era de 2,91.
Per edats la població es repartia de la següent manera: un 23,4% tenia menys de 18 anys, un 7,7% entre 18 i 24, un 27,8% entre 25 i 44, un 24,3% de 45 a 60 i un 16,8% 65 anys o més.
L'edat mediana era de 39 anys. Per cada 100 dones de 18 o més anys hi havia 89,6 homes.
La renda mediana per habitatge era de 41.144 $ i la renda mediana per família de 42.578 $. Els homes tenien una renda mediana de 30.181 $ mentre que les dones 22.000 $. La renda per capita de la població era de 17.565 $. Entorn del 6,4% de les famílies i el 5,8% de la població estaven per davall del llindar de pobresa.

## Poblacions més properes
El següent diagrama mostra les poblacions més properes.